# Wrocimowice
Wrocimowice – wieś w Polsce położona w województwie małopolskim, w powiecie proszowickim, w gminie Radziemice.
| SIMC    | Nazwa    | Rodzaj    |
| ------- | -------- | --------- |
| 0333687 | Podgaje  | część wsi |
| 0333693 | Zakopiec | część wsi |

Wieś położona w końcu XVI wieku w powiecie proszowskim województwa krakowskiego była własnością klasztoru bożogrobców w Miechowie. W latach 1975–1998 miejscowość administracyjnie należała do województwa krakowskiego.

## Zabytki
Obiekty wpisane do rejestru zabytków nieruchomych województwa małopolskiego.
- Kościół parafialny pw. św. Andrzeja, dzwonnica, ogrodzenie, starodrzew, otoczenie;
- pole bitwy pod Racławicami – część pól wsi.

- dworek - obecnie plebania

### Inne zabytki
- Zamczysko w miejscu wzmiankowanego w 1399 roku jako castrum średniowiecznego zamku wzniesionego przypuszczalnie przez Wilczka z Wrocimowic herbu Półkozic. Niosący chorągiew Królestwa Polskiego w czasie bitwy pod Grunwaldem chorąży krakowski Marcin z Wrocimowic wszedł w ich posiadanie dzięki małżeństwu z córką Stanisława z Wrocimowic Małgorzatą. W 1399 roku zamek stał się własnością kasztelana Jana Tęczyńskiego. W 1 połowie XV w. właścicielem zamku był Jan z Niezwojowic herbu Półkozic. Pod koniec XV w. Wrocimowice były w posiadaniu Wielogłowskich herbu Starykoń. Miejsce po zamku znajduje się na skarpie nad rzeczką strumienia Ścieklec na północny wschód od kościoła.

## Osoby związane z Wrocimowicami
- Marcin z Wrocimowic